# Ad-Dilam
Ad-Dilam (arab. الدلم) – miasto w środkowej Arabii Saudyjskiej, w prowincji Rijad. Według spisu ludności na rok 2010 liczyło 40 114 mieszkańców.